# Shaoshan
Shaoshan (en chino, 韶山; pinyin, Sháoshān) es un municipio  bajo la administración directa de la Prefectura Xiangtan en la Provincia de Hunan, República Popular China.  Su área es de 247 km² y su población total para 2010 superó los 86 mil de habitantes. 

## Administración
Desde marzo de 2024, el  Municipio Shaoshan se divide en 4 pueblos que se administran en 2  poblados y 2 villas.

## Toponimia
El topónimo Shaoshan significa "monte Shao".  Su nombre lo toma del monte Shaofeng (韶峰) ubicado dentro de su territorio.
Originalmente, Shaoshan se refería solo a una pequeña colina ubicada en el noroeste del Condado Xiangtan, cerca del Condado Xiangxiang.
La leyenda cuenta que el emperador Shun, durante una de sus inspecciones por el sur, llegó a este lugar. Sus acompañantes interpretaron "música Shao" (韶乐 una melodía ceremonial considerada divina), la belleza de la música atrajo a un fenix (凤凰 Feng) así, la colina recibió el nombre Shao-Feng, en honor a la música y al fenix. Con el tiempo, las aldeas cercanas adoptaron el nombre de la colina, y así fue como el lugar se terminó conociendo como Shaoshan.